# Argiope mangal
Espèce
Argiope mangal est une espèce d'araignées aranéomorphes de la famille des Araneidae.

## Distribution
Cette espèce est endémique de Singapour.

## Description
La femelle holotype mesure 4,8 mm et le mâle paratype 2,0 mm.

## Étymologie
Son nom d'espèce lui a été donné en référence au lieu de sa découverte, la mangrove.

## Publication originale
- Koh, 1991 : Spiders of the family Araneidae in Singapore mangroves. The Raffles Bulletin of Zoology, vol. 39, no 1, p. 169-182 (texte intégral).